# Африканска цивета
Африканските цивети (Civettictis civetta) са вид средноголеми бозайници от семейство Виверови (Viverridae). Разпространени са в по-голямата част от Африка, в гористите области между Сахара до Калахари. За разлика от повечето представители на семейството, африканската цивета наподобява по-скоро куче, отколкото котка.

## Подвидове
- Civettictis civetta civetta
- Civettictis civetta australis
- Civettictis civetta congica
- Civettictis civetta pauli
- Civettictis civetta schwarzi
- Civettictis civetta volkmanni